# Kynšperk nad Ohří (nádraží)
Kynšperk nad Ohří  (dříve v němčině Königsberg) je železniční stanice v severozápadní části města Kynšperk nad Ohří v okrese Sokolov ve Karlovarském kraji ležící nedaleko soutoku řeky Ohře. Leží na dvoukolejné trati Chomutov–Cheb elektrizované soustavou 25 kV, 50 Hz AC.

## Historie
Staniční budova zde byla zbudována v rámci budování trati z Chomutova do Chebu, čímž došlo k napojení dalších hnědouhelných důlních oblastí, včetně těch v sokolovské pánvi. Výstavbu a provoz trati financovala a provozovala soukromá společnost Buštěhradská dráha. První vlak projel nádražím 25. června 1870, pravidelný provoz byl zahájen 19. září téhož roku. Spolu s nádražím zde vyrostly též provozní nádražní budovy. Autorem univerzalizované podoby stanic byl vrchní projektant BEB Ing. arch. Josef Chvála.
Po zestátnění Buštěhradské dráhy roku 1923 správu jejích tratí převzaly Československé státní dráhy. Elektrický provoz na trati procházející stanicí byl zahájen 1. srpna 1968.

## Popis
Nacházejí se zde tři nekrytá jednostranná vnitřní nástupiště, k příchodu na nástupiště slouží dva přechody přes koleje.